# Chapelle du Troleu
La chapelle Notre-Dame-de-Bon-Secours  dite la chapelle du Troleu est une chapelle catholique située dans le village de Louveigné faisant partie de la commune de Sprimont dans la province de Liège en Belgique. La chapelle bâtie en 1708 est classée au patrimoine culturel immobilier de la Région wallonne.

## Localisation
La chapelle se trouve au carrefour de deux parties de la rue Troleu dans le village de Louveigné, en face de l'immeuble situé au no 24.

## Description
Bâtie en moellons de pierre calcaire de la région, la chapelle, de dimension modeste, se compose d'une seule nef et d'un chevet plat. L'originalité de cette chapelle vient de sa façade composée d'une porte centrale, de deux fenêtres latérales et d'un pignon de colombage et torchis peints percé de deux ouvertures et surmonté d'un crucifix en fonte. Une inscription est gravée sur l'entrait : DOM A L HONNEUR DE LA VIERGE MARIE ET DE SAINCT JOSEPH EVERARD DE LAICT A L FAIT BATIR CETTE CHAPELLE  1708  ET AUTRES BIENFAITEURS. La toiture est recouverte de tuiles rouges. La chapelle est entourée par deux tilleuls séculaires.

## Classement
La chapelle ainsi que l'ensemble formé par ladite chapelle, le terrain avoisinant et les deux tilleuls qui l'ombragent est reprise depuis le 25 novembre 1963 sur la liste du patrimoine immobilier classé de Sprimont.

## Source et lien externe
- Liège Tourisme